# Буотама
Буотама — річка в Росії, права притока Лени. Протікає через національний парк Ленські стовпи, територією Якутії. Довжина — 418км, площа басейну — 12 600 км².

## Географія

Басейн Лени

Протікає північною околицею Алданского нагір'я і Приленського плато. У басейні понад 200 озер. Впадає в Лену за 100 км вище Якутська.
За даними державного водного реєстру Росії відноситься до Ленського басейнового округу.

### Притоки
Приймає 60 приток завдовжки понад 10 км.

## Гідрологія
Живлення снігове і дощове. Максимум повені в травні. Середня річна витрата близько 43 м³/сек. Замерзає в жовтні — листопаді, скресає в кінці квітня — початку травня.

## Бізоновий розплідник
Поблизу гирла річки розташований розплідник Усть-Буотама, де утримується популяція бізонів, перевезена з Канади. У ньому проводиться робота з акліматизації канадських лісних бізонів із метою збереження їхнього генофонду.